# 鋸南町
鋸南町（きょなんまち）は、千葉県の南部に位置し、安房郡に属する町。
南房総地域観光圏の観光都市。海岸部は南房総国定公園に指定されている。日本三大水仙群生地。

## 地理

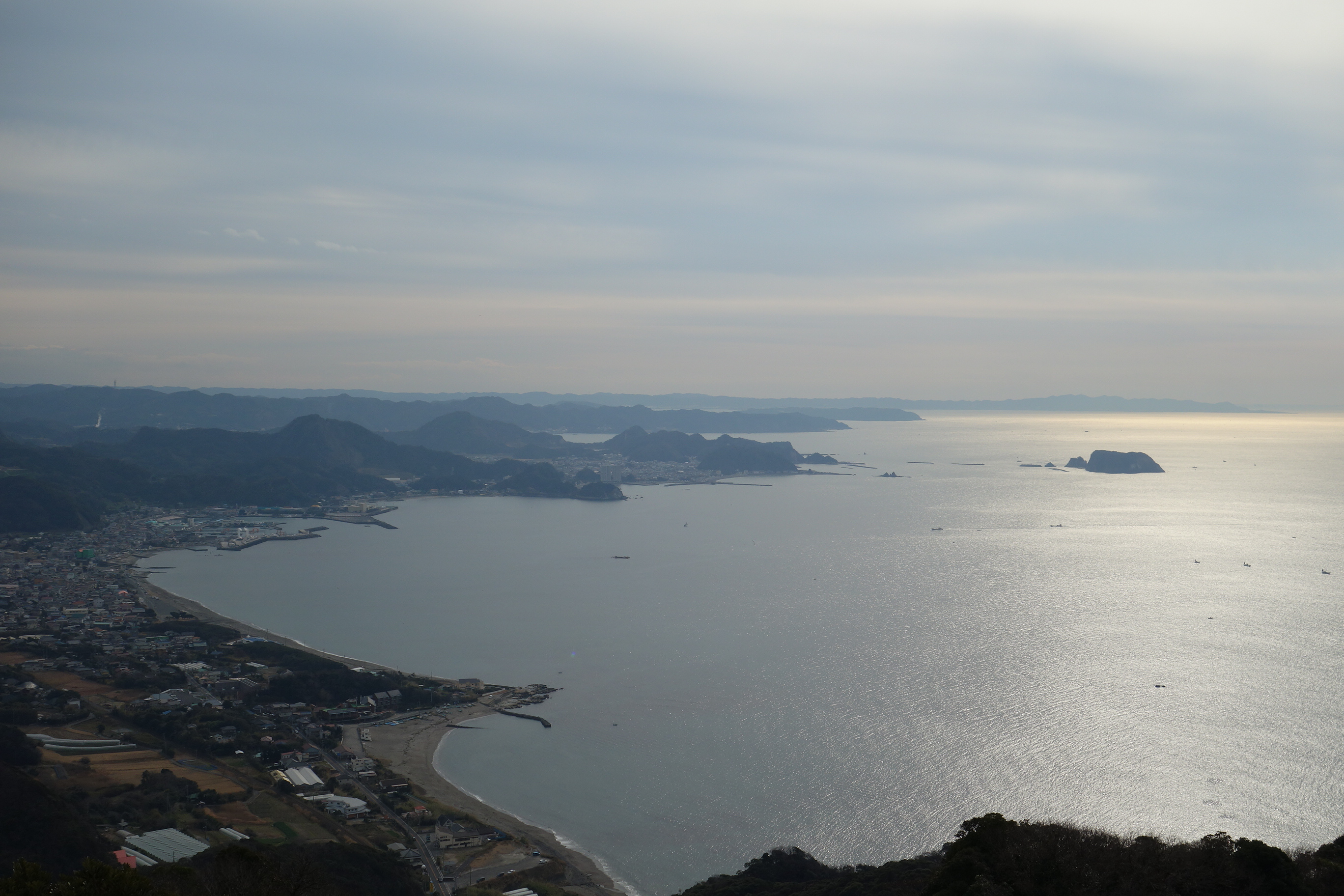
鋸山から望む鋸南町（保田）

千葉県の房総半島南西部、千葉市（都道府県庁所在地）から約60キロメートル、東京都区部（東京都の都心）から60 - 70キロメートル圏内の位置にある。なお、東京都（特に東京国際空港（羽田空港））や神奈川県からは東京湾アクアラインを利用した場合が最短の移動距離となる。都市雇用圏における館山都市圏に含まれており、館山市への通勤率は10.4%（平成22年国勢調査）。
東京湾岸（内房）に面しており、内陸の山間部は房総丘陵を抱え北端の富津市との境に鋸山がある。南端には浦賀水道に突き出た西ヶ崎がある。海岸線は起伏に富んでおり、保田、勝山などの漁港がある。また勝山沖には浮島などの島、岩礁も多い。

### 町域
- 東西10.75キロメートル
- 南北7.3キロメートル
- 総面積45.19平方キロメートル

### 地形
- 山岳：鋸山、嵯峨山、人骨山、鹿峰、保田浅間山、大黒山（房総丘陵）
- 河川：佐久間川（二級河川）、保田川
- 湖沼：佐久間ダム湖
- 海岸：東京湾（浦賀水道）
- 岬：明鐘岬
- 島：浮島、真珠島、傾城島

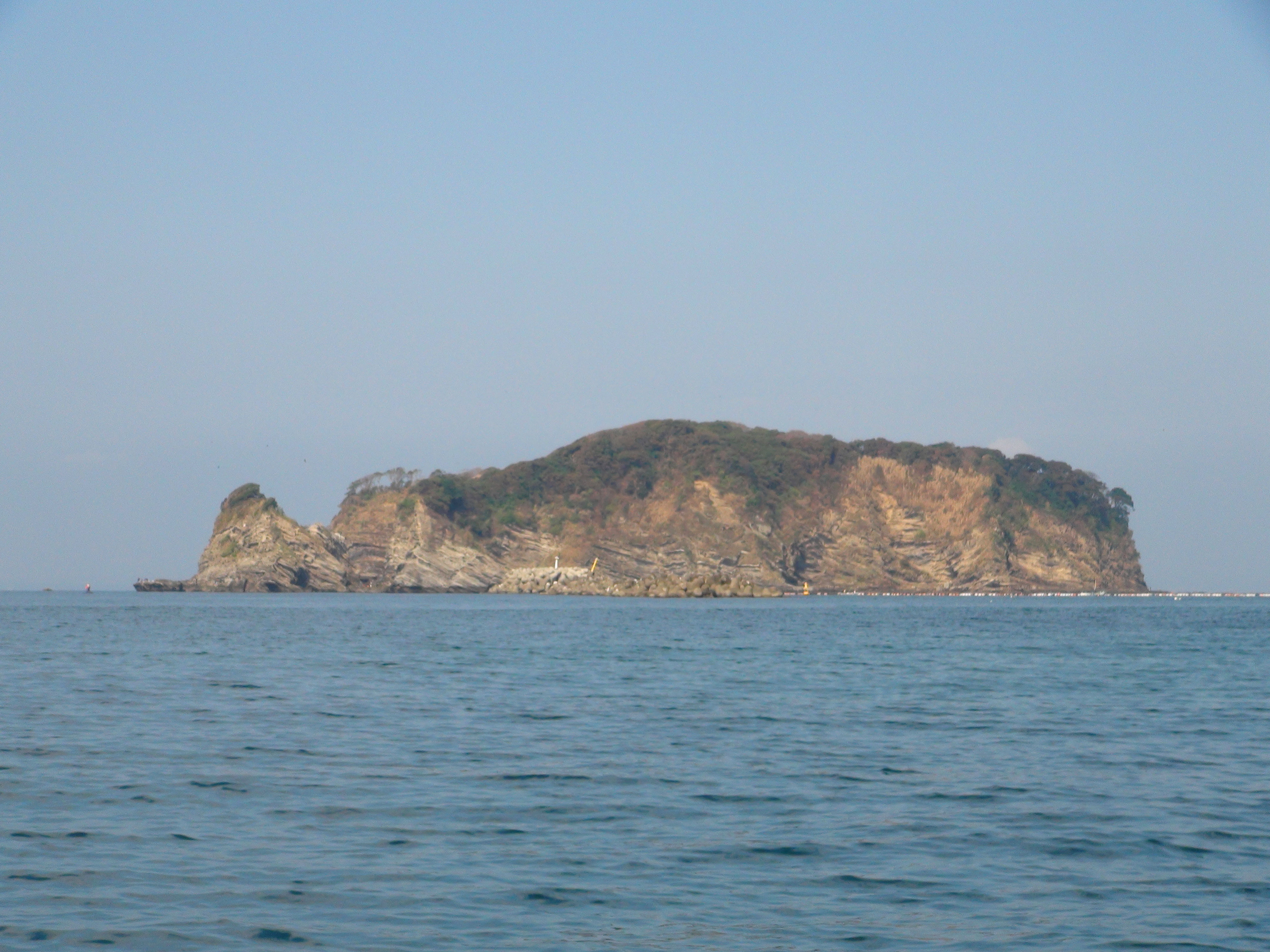
浮島
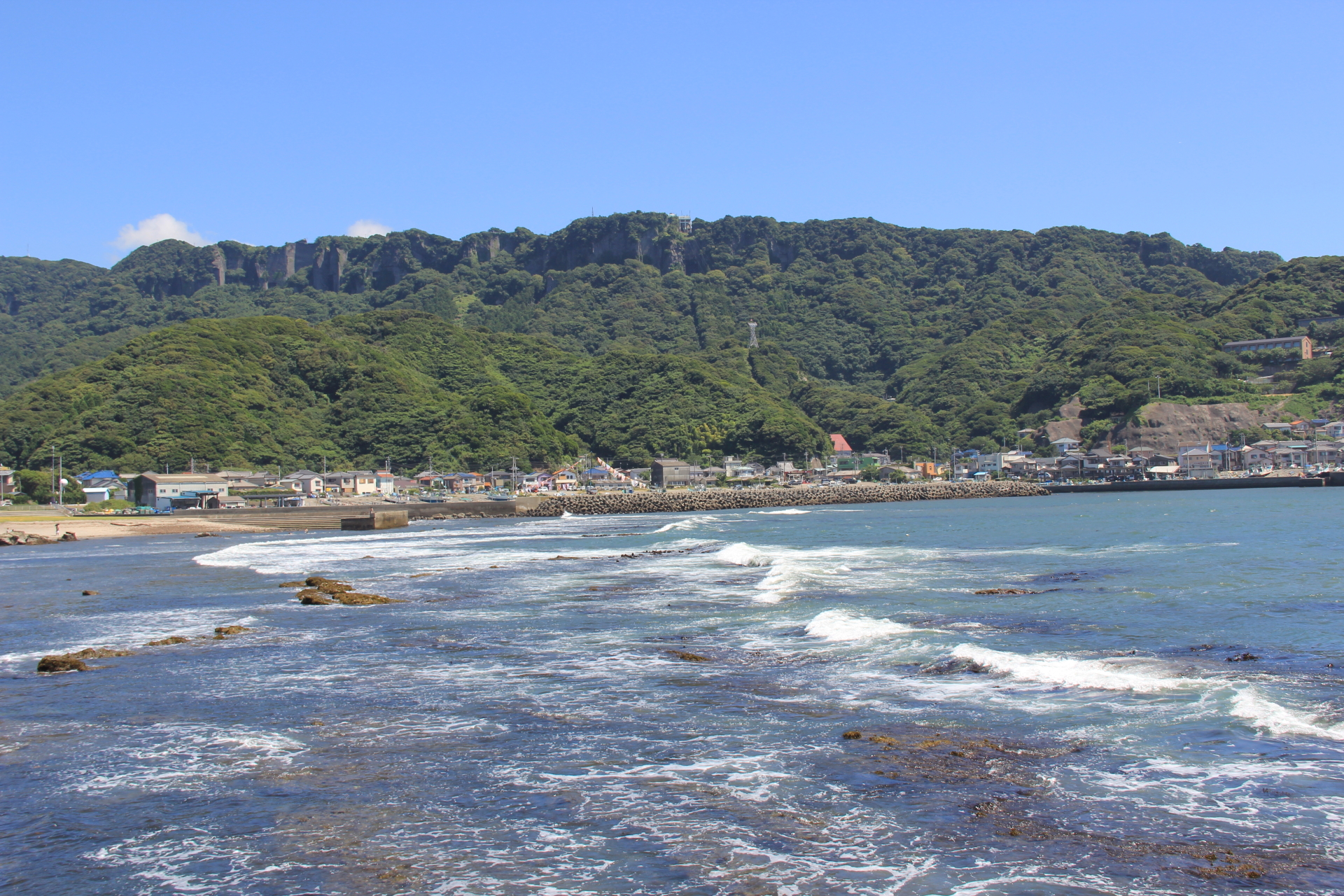
鋸山（329.4 m）
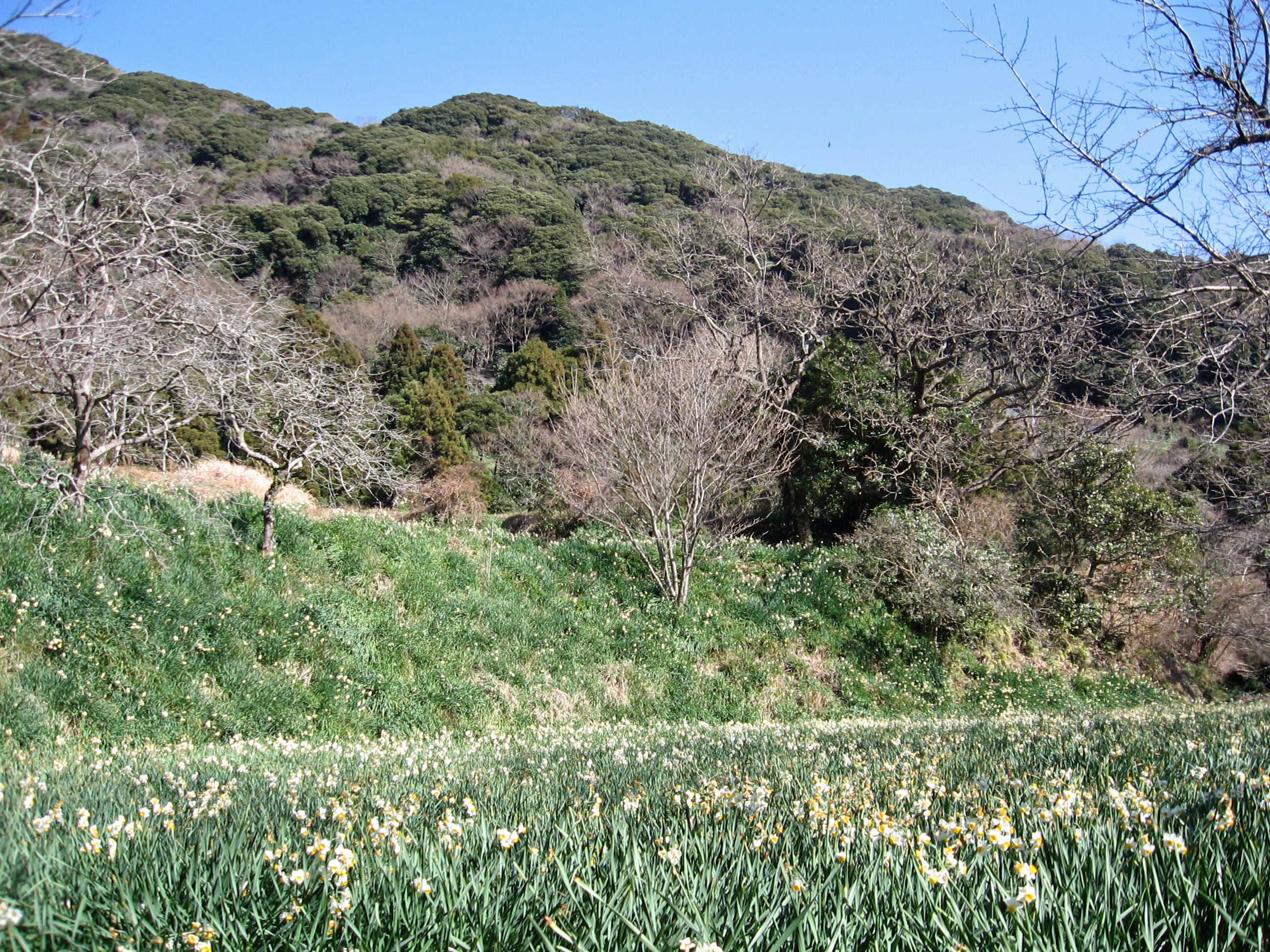
嵯峨山（315.5 m）
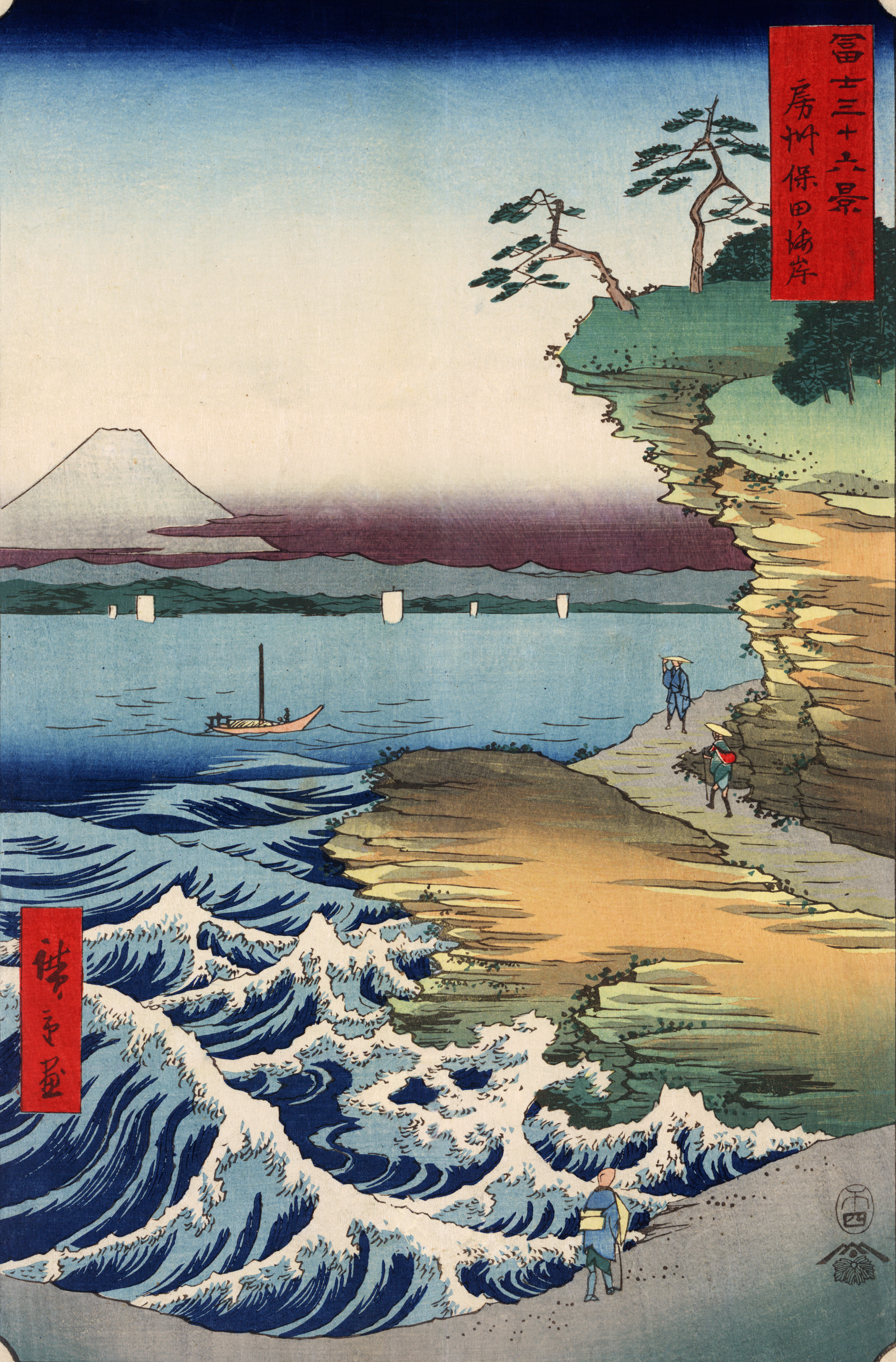

### 隣接する自治体
- 鴨川市
- 富津市
- 南房総市

### 地区
- 保田地区（北部）
  - 元名、保田、大帷子、小保田、市井原、横根、江月、吉浜、大六
- 勝山地区（南西部）
  - 竜島、勝山、下佐久間、岩井袋
- 佐久間地区（南東部）
  - 中佐久間、上佐久間、奥山、大崩

## 歴史

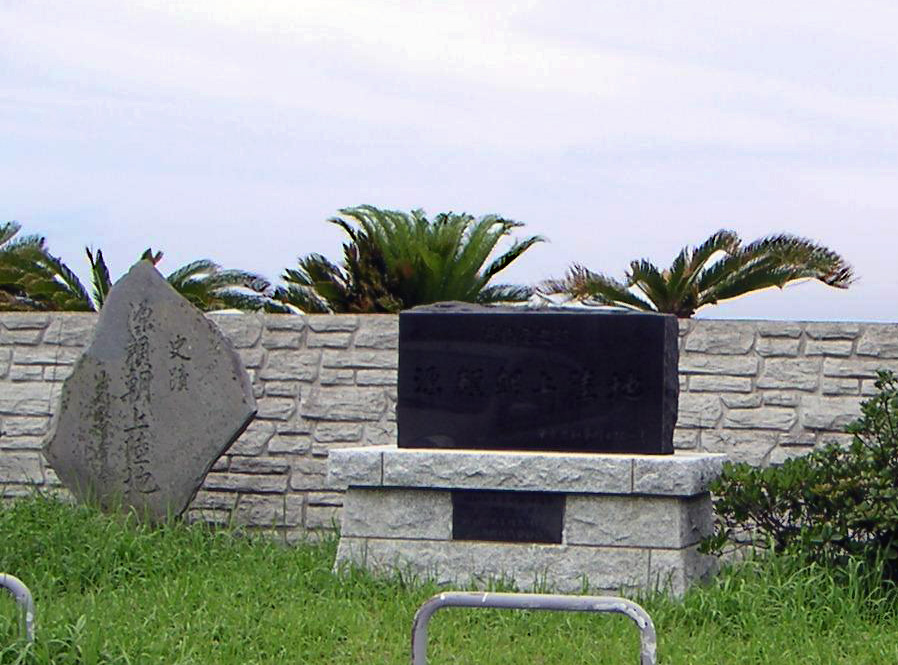
源頼朝上陸地の碑

1180年（治承4年）、石橋山の戦いに敗れた源頼朝は箱根別当にかくまわれた後、現在の神奈川県足柄下郡真鶴町から出航。安房国平北郡猟島（現在の竜島付近）に到着。ここから再起を図った。起死回生の地として頼朝上陸の碑が現在竜島海岸に建立され、同地は千葉県の史跡に指定されている。
醍醐新兵衛定明により、関東初の商業捕鯨が行われた。夏季に、浮島付近を回遊していたツチクジラを捕獲していた。
鋸南町の保田は浮世絵師菱川師宣の出身地としても知られる。菱川家は師宣の父吉左衛門の代から保田に移り住んだが、師宣はのちに江戸に移り浮世絵師として活躍した。師宣の死後、その子孫は保田に戻り紺屋となっている。
風光明媚な保田海岸は明治時代に夏目漱石なども訪れた房州海水浴発祥地であり、小林一茶、徳富蘆花、若山牧水、獅子文六らが愛した文化人の里でもあった。

### 沿革
- 1959年（昭和34年）3月30日 - 勝山町と保田町が合併して新設。
  - 町名の由来は富津市との境に聖武天皇の勅願により開山された日本寺の霊場で知られる鋸山があり、その南に位置しているので【鋸】山に【南】隣で「鋸南」と命名された[3]。
- 1973年（昭和48年） - 町役場で有休を利用した隔週週休二日制が始まる。県内の自治体では館山市に続いて二番目の導入[4]。
- 2006年（平成18年）3月20日 - 南房総市誕生により安房郡に属する唯一の自治体となる。合併の経緯は南房総市#合併の経緯を参照。

## 人口
平成27年国勢調査より前回調査からの人口増減をみると、10.37%減の8,022人であり、千葉県下54市町村の中で最も減少率が高い。
| |                                        |  |
| 鋸南町と全国の年齢別人口分布（2005年） | 鋸南町の年齢・男女別人口分布（2005年） |  |
| ■紫色 ― 鋸南町 ■緑色 ― 日本全国 | ■青色 ― 男性 ■赤色 ― 女性              |  |
| 鋸南町（に相当する地域）の人口の推移 \| 1970年（昭和45年） \| 13,316人 \| \| \| 1975年（昭和50年） \| 13,067人 \| \| \| 1980年（昭和55年） \| 12,843人 \| \| \| 1985年（昭和60年） \| 12,442人 \| \| \| 1990年（平成2年） \| 11,696人 \| \| \| 1995年（平成7年） \| 11,071人 \| \| \| 2000年（平成12年） \| 10,521人 \| \| \| 2005年（平成17年） \| 9,778人 \| \| \| 2010年（平成22年） \| 8,950人 \| \| \| 2015年（平成27年） \| 8,022人 \| \| \| 2020年（令和2年） \| 6,993人 \| \| |                                        |  |
| 総務省統計局 国勢調査より |                                        |  |
| 1970年（昭和45年） | 13,316人                               |  |
| 1975年（昭和50年） | 13,067人                               |  |
| 1980年（昭和55年） | 12,843人                               |  |
| 1985年（昭和60年） | 12,442人                               |  |
| 1990年（平成2年） | 11,696人                               |  |
| 1995年（平成7年） | 11,071人                               |  |
| 2000年（平成12年） | 10,521人                               |  |
| 2005年（平成17年） | 9,778人                                |  |
| 2010年（平成22年） | 8,950人                                |  |
| 2015年（平成27年） | 8,022人                                |  |
| 2020年（令和2年） | 6,993人                                |  |

## 行政

### 町長
- 白石 治和（しらいし はるかず）

### 立法

#### 町政
- 鋸南町議会
- 定数：12[5]

#### 県政
- 千葉県議会
- 選挙区：南房総市・安房郡選挙区
- 定数：1名

#### 国政
- 衆議院
  - 選挙区：全域が千葉県第12区に属する。

- 参議院
  - 選挙区：千葉県選挙区に属する。

## 経済

### 産業

#### 農業
花卉栽培と酪農が盛んである。日本三大スイセン生産地。房州の花づくりは安政年間（1854年 - 1860年）に鋸南町元名地区に咲く日本水仙が、元名の花と呼ばれて船で江戸に運ばれたのが始まりと言われている。また、南房総は食用ナバナの出荷日本一（南房総市・館山市を含む）でもある。

#### 漁業
沿岸漁業や養殖漁業が盛んである。2019年の台風15号では、多大な被害を受けた。1990年代後半からは沖合において、東京湾でも最大級となるサンゴの群落が確認されており、2010年代以降は海水温の上昇と共にそれらの面積が拡大するのに合わせて海藻林が消失しつつあり、アワビやサザエなどが獲れなくなるなどの影響も発生している。

##### 第2種漁港
- 勝山漁港（かつやま - ）
  - 竜島漁港
- 保田漁港（ほた - ）
  - 元名漁港
  - 大六漁港

##### 第1種漁港
- 岩井袋漁港（いわいぶくろ - ）

#### 工業
- 採石業

## 姉妹都市・提携都市
日本国内
- 上伊那郡辰野町（長野県）

## 地域

### 公共施設

B&G海洋センター

- B&G海洋センター - 温水プール、アリーナ、ミーティングルームなどを完備
- 鋸南町中央公民館
- 鋸南町営弓道場
- 岩井袋運動場（野球場）

### 医療
二次医療圏（二次保健医療圏）としては安房医療圏（管轄区域：安房地域）である。三次医療圏は千葉県医療圏（管轄区域：千葉県全域）。
医療提供施設は特筆性の高いもののみを記載する。
- 市内の医療機関（一次医療圏）
  - 緊急指定病院
    - 鋸南病院
- 二次医療圏
  - 亀田総合病院（鴨川市、基幹災害拠点病院[10]・救命救急センター）
  - 安房地域医療センター（館山市、災害拠点病院）

### 教育
中学校
- 鋸南町立鋸南中学校

小学校
- 鋸南町立鋸南小学校（2014年4月に勝山小学校と保田小学校を統合）

特別支援学校
- 葛飾区立保田しおさい学校

その他
- 東京都勝山学園

## 交通

### 鉄道

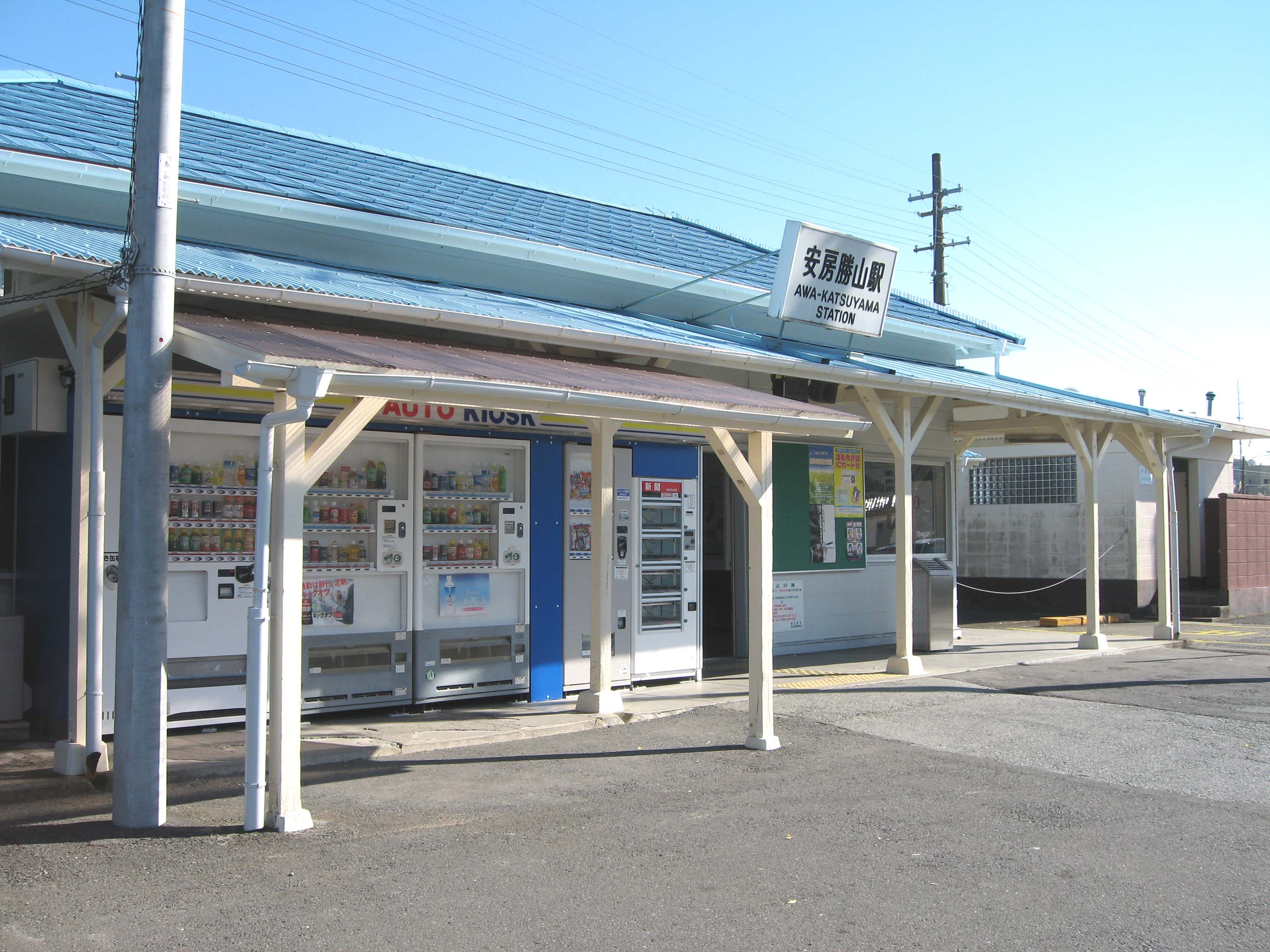
安房勝山駅（JR東日本）

中心となる駅：安房勝山駅
東日本旅客鉄道（JR東日本）
- ■ 内房線
  - - 保田駅 - 安房勝山駅 -

### バス

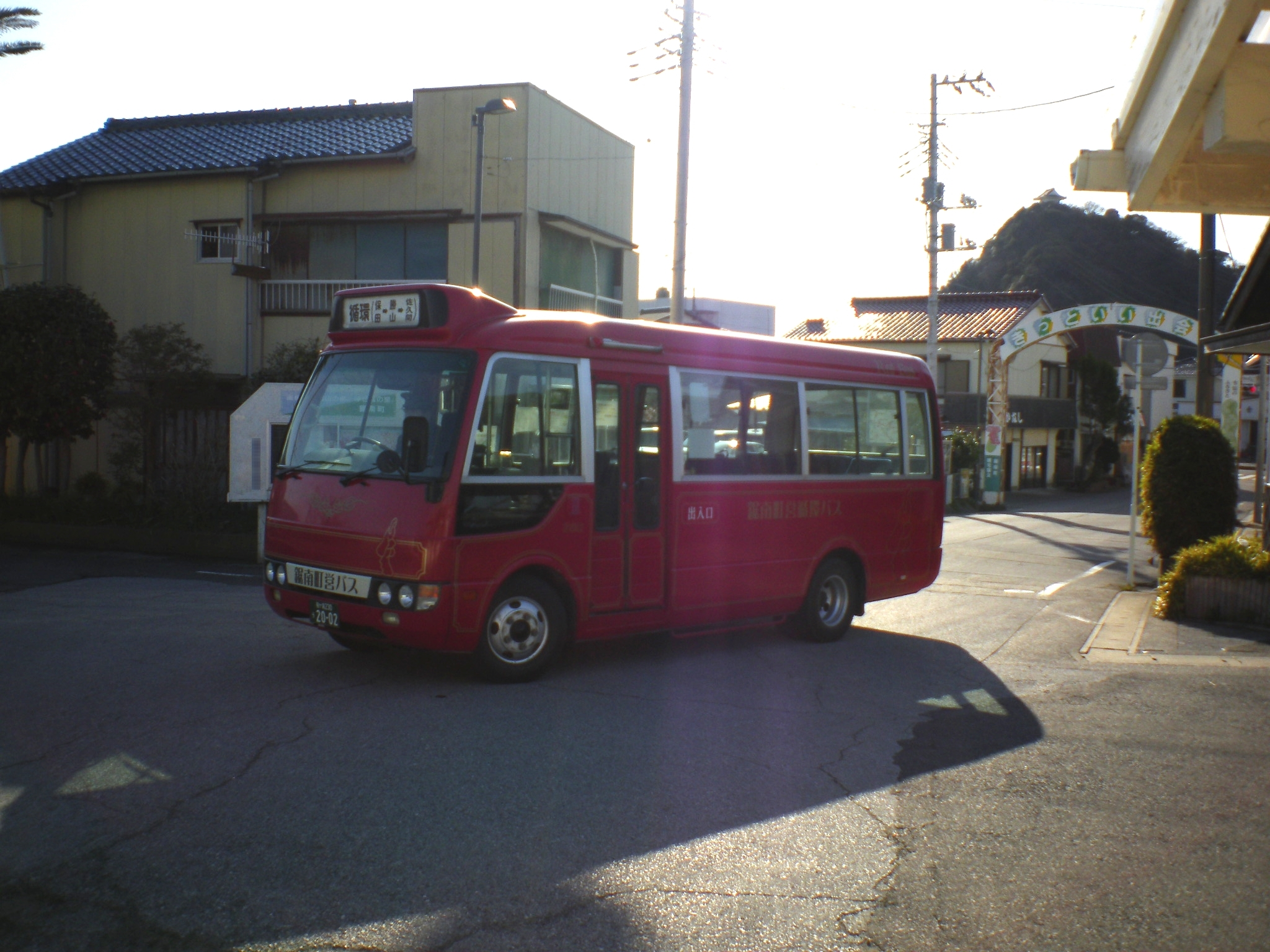
鋸南町営循環バス

- 鋸南町営循環バス
- 日東交通
  - 日東交通館山営業所

### 道路
高速道路

富津館山道路
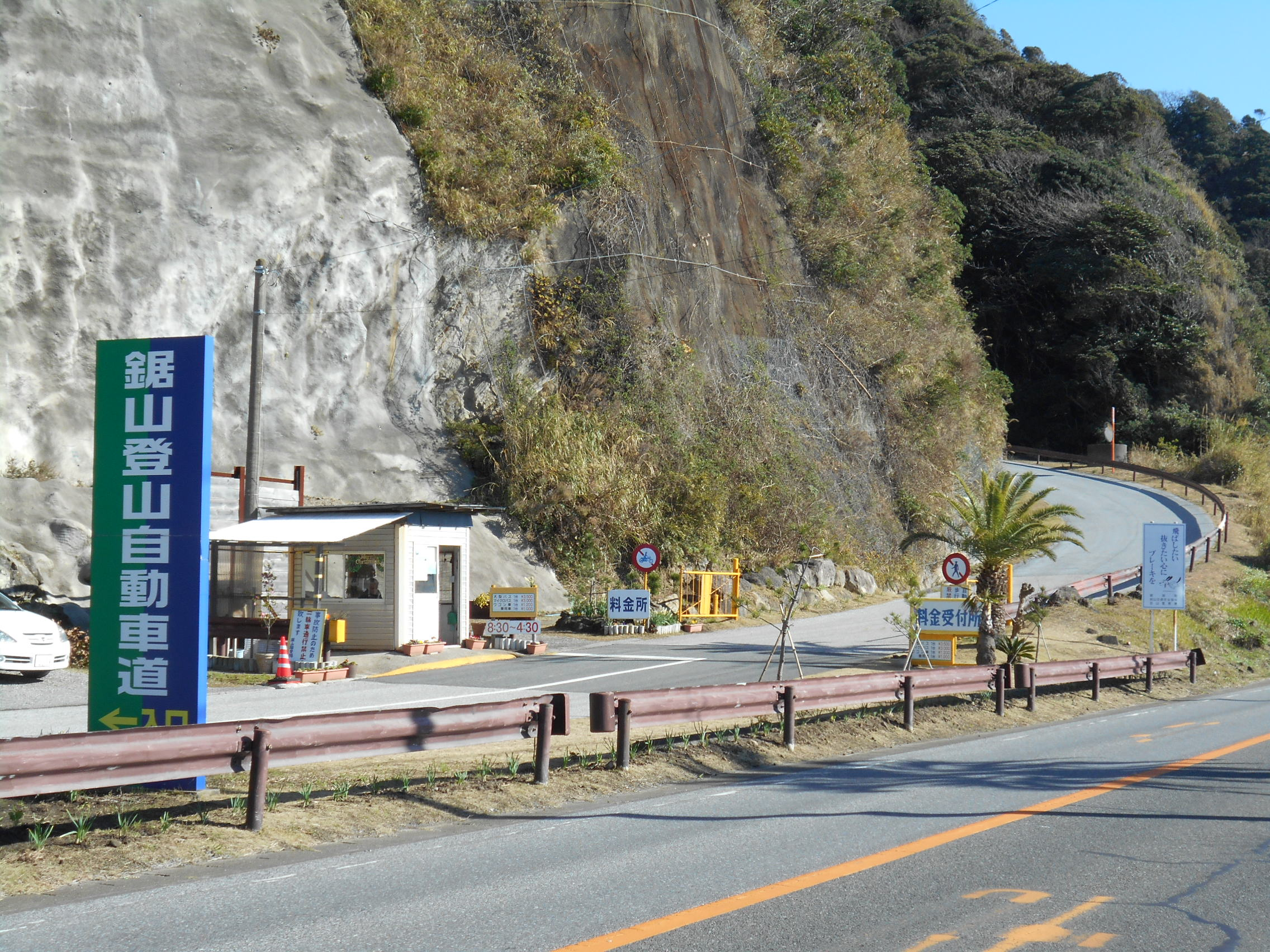
鋸山登山自動車道
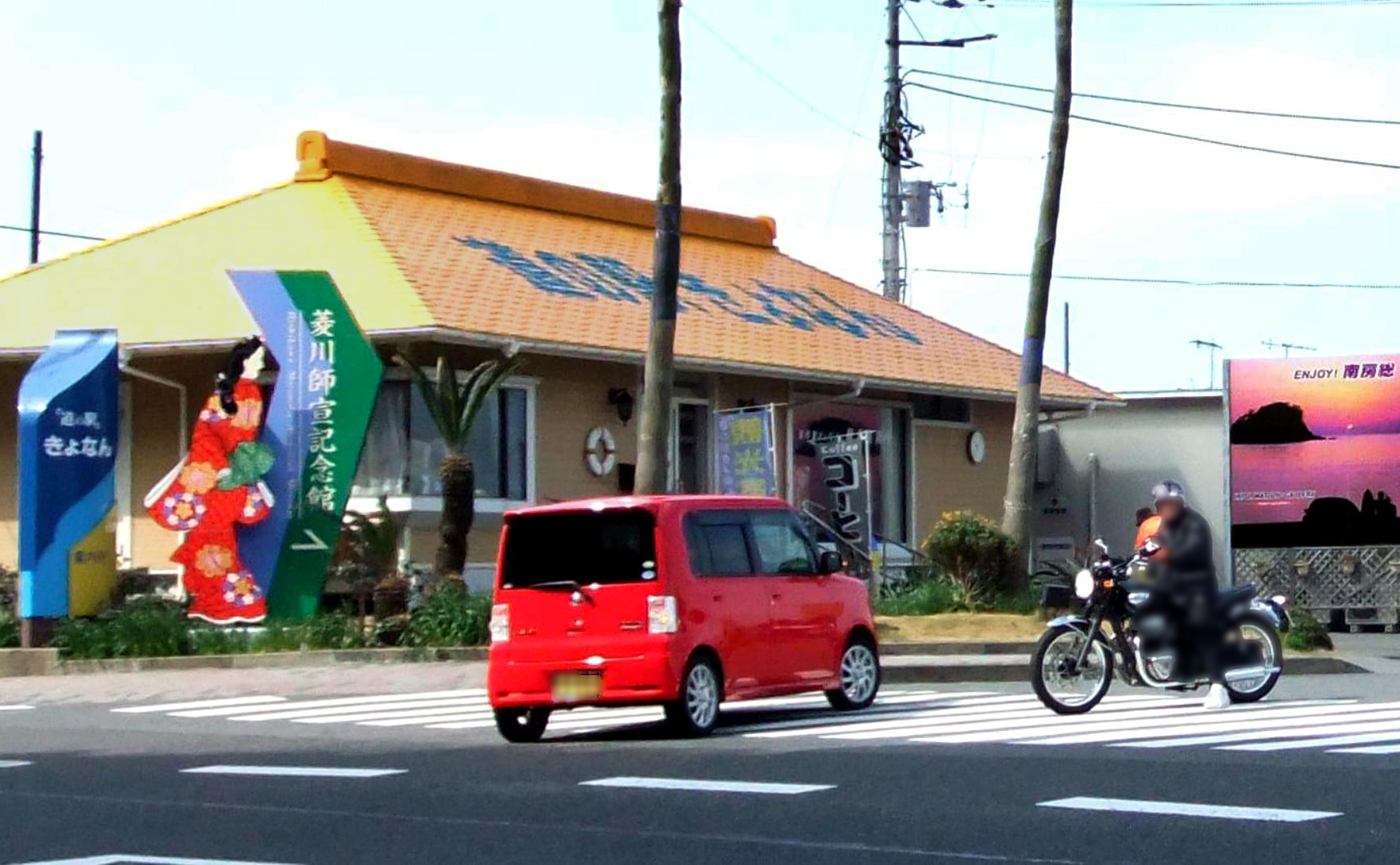
道の駅きょなん
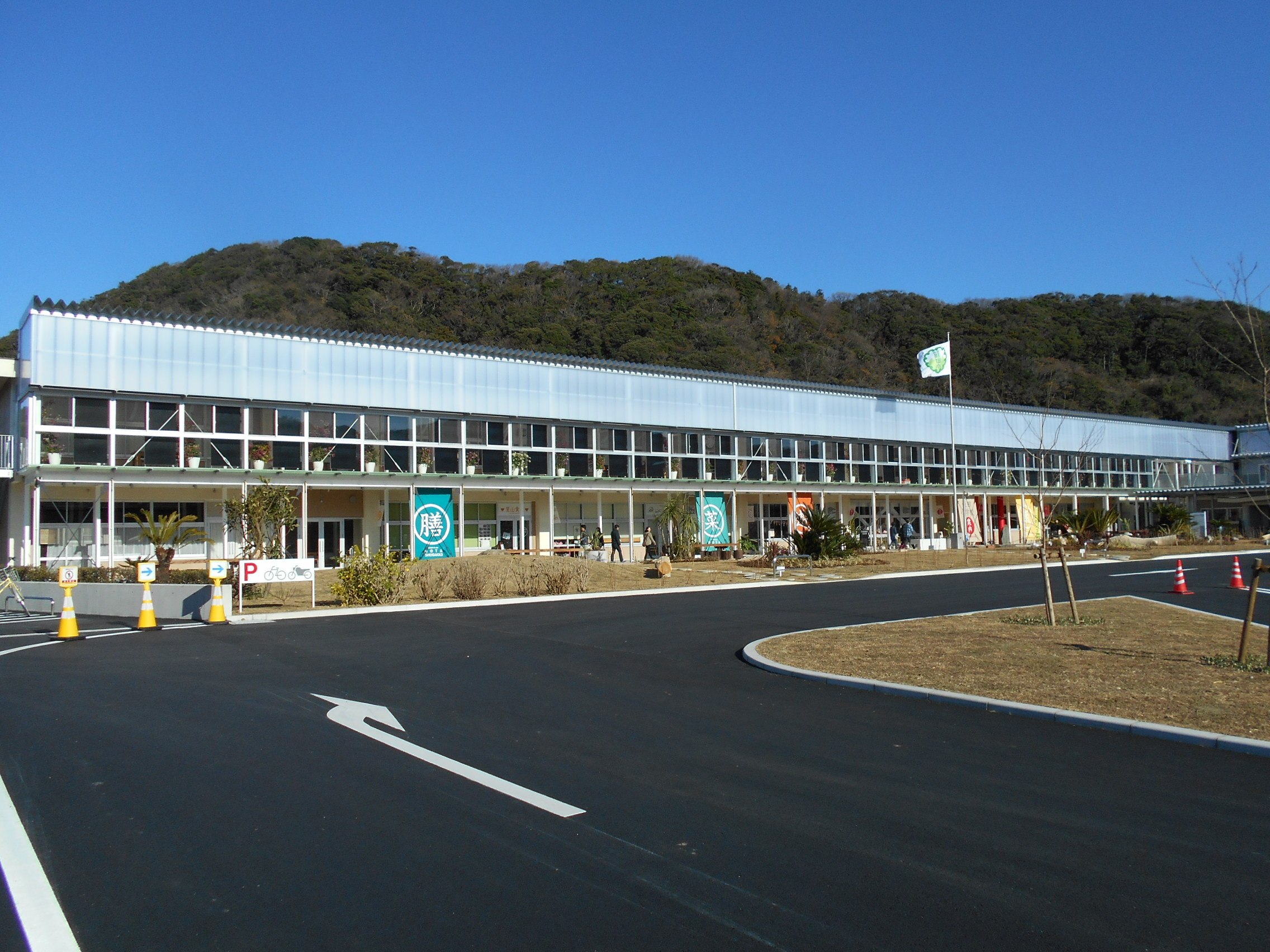
道の駅保田小学校

有料道路
- 鋸山登山自動車道

国道
- 国道127号

主要地方道
- 千葉県道34号鴨川保田線

一般県道
- 千葉県道184号外野勝山線
- 千葉県道238号保田停車場線

道の駅
- 道の駅きょなん
- 道の駅保田小学校

- 富津館山道路
- 鋸山登山自動車道
- 道の駅きょなん
- 道の駅保田小学校

## 名所・旧跡・観光スポット・祭事・催事
源頼朝が竜島海岸に上陸し、再起を図ったという歴史的事実にちなみ、カワヅザクラに『頼朝桜』との愛称をつけ、住民相互の親睦を深めるための植栽事業を行っている。

### 名所・旧跡・観光スポット

#### 寺社

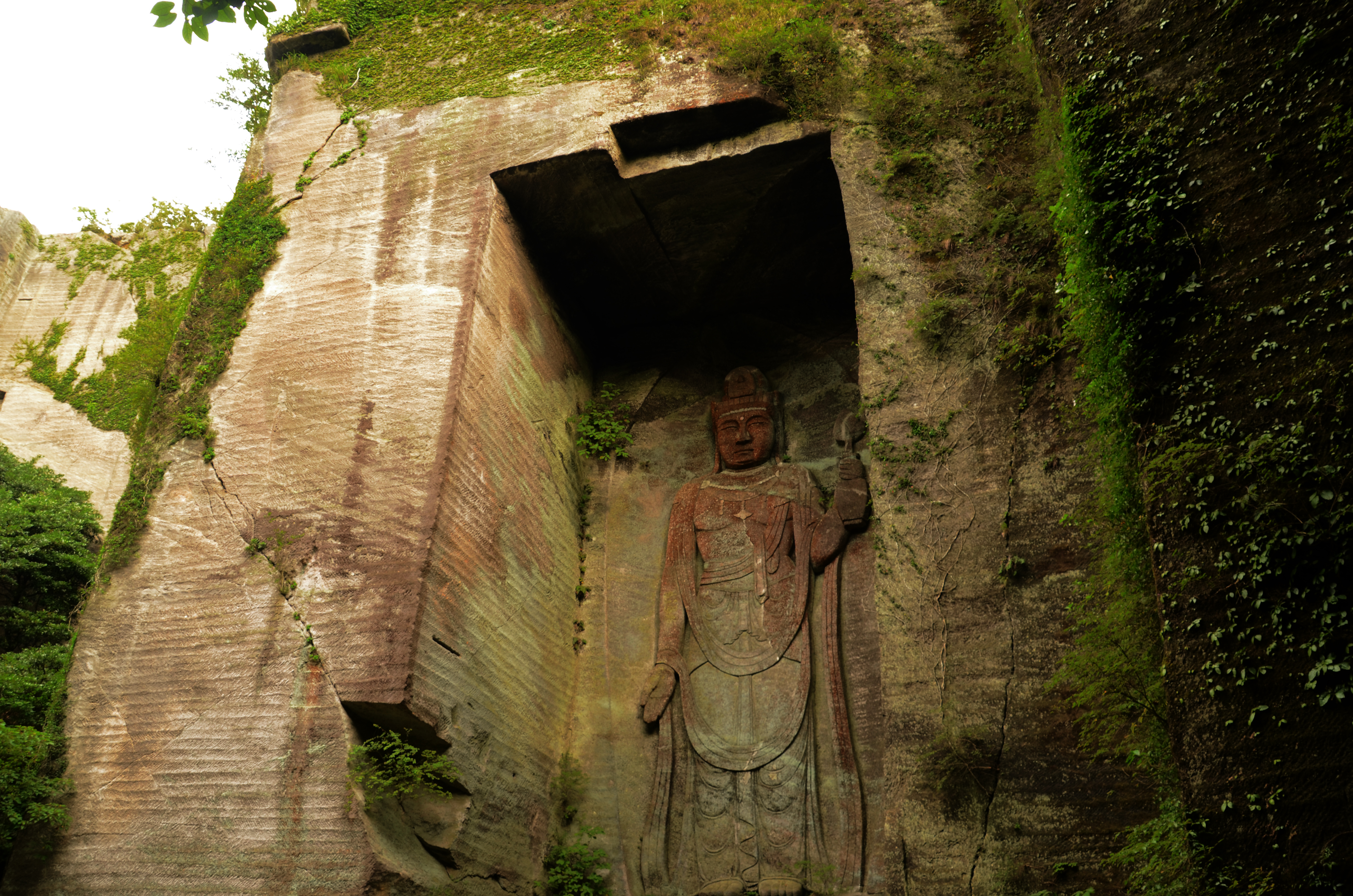
百尺観音（日本寺）

- 日本寺 - 曹洞宗。磨崖仏の大きさとしては日本最大級の日本寺大仏や百尺観音などがある。
- 昌龍寺 - 曹洞宗。菱川師宣の家の檀那寺（ただし師宣の代までのもの）。
- 存林寺 - 曹洞宗。菱川家の檀那寺。師宣の孫に当たる重嘉が叔父佐次兵衛の家を継いだことにより、以後菱川家の檀那寺となった。
- 別願院 - 浄土宗。菱川師宣の墓所。今ある師宣の墓は近代になってから再建されたもので、本来の墓は元禄16年（1703年）に起きた地震による大津波で失われたという。
- 保田妙本寺 - 日蓮宗。興門八本山の一つ。

#### 自然

江月水仙ロード

- スイセン - 町内の各所で日本寒水仙が栽培されており、毎年12月から2月に「水仙まつり」が開催される。江月水仙ロード・をくづれ水仙郷・佐久間ダム親水公園などがスイセンの名所となっている。
- 鋸山 - 鋸山登山自動車道が通る。
- 大黒山 - 勝山海岸上にそびえる山。大黒山展望台がある。
- 明鐘岬
- 佐久間ダム湖親水公園 - ソメイヨシノ、花見場所として賑わう。
- 安房温泉

#### 海水浴場
- 館山湾・浦賀水道沿岸（内房）
  - 勝山海水浴場
  - 大六海水浴場

保田海水浴場

  - 保田第一海水浴場 - 日本海水浴発祥の地。明治22年（1889年）、夏目漱石が海水浴を楽しんだ。

#### 博物館
- 菱川師宣記念館（美術館）

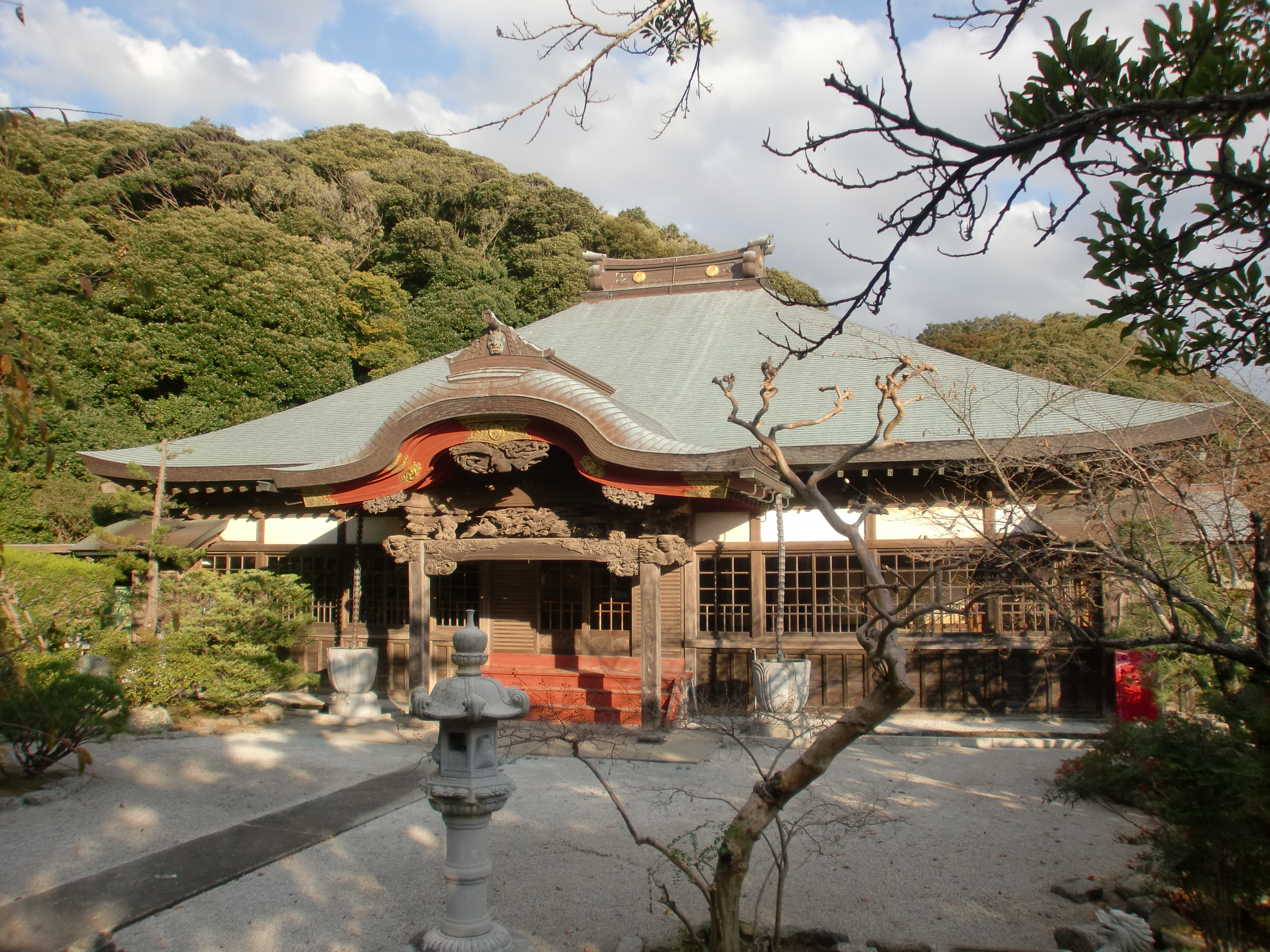
保田妙本寺
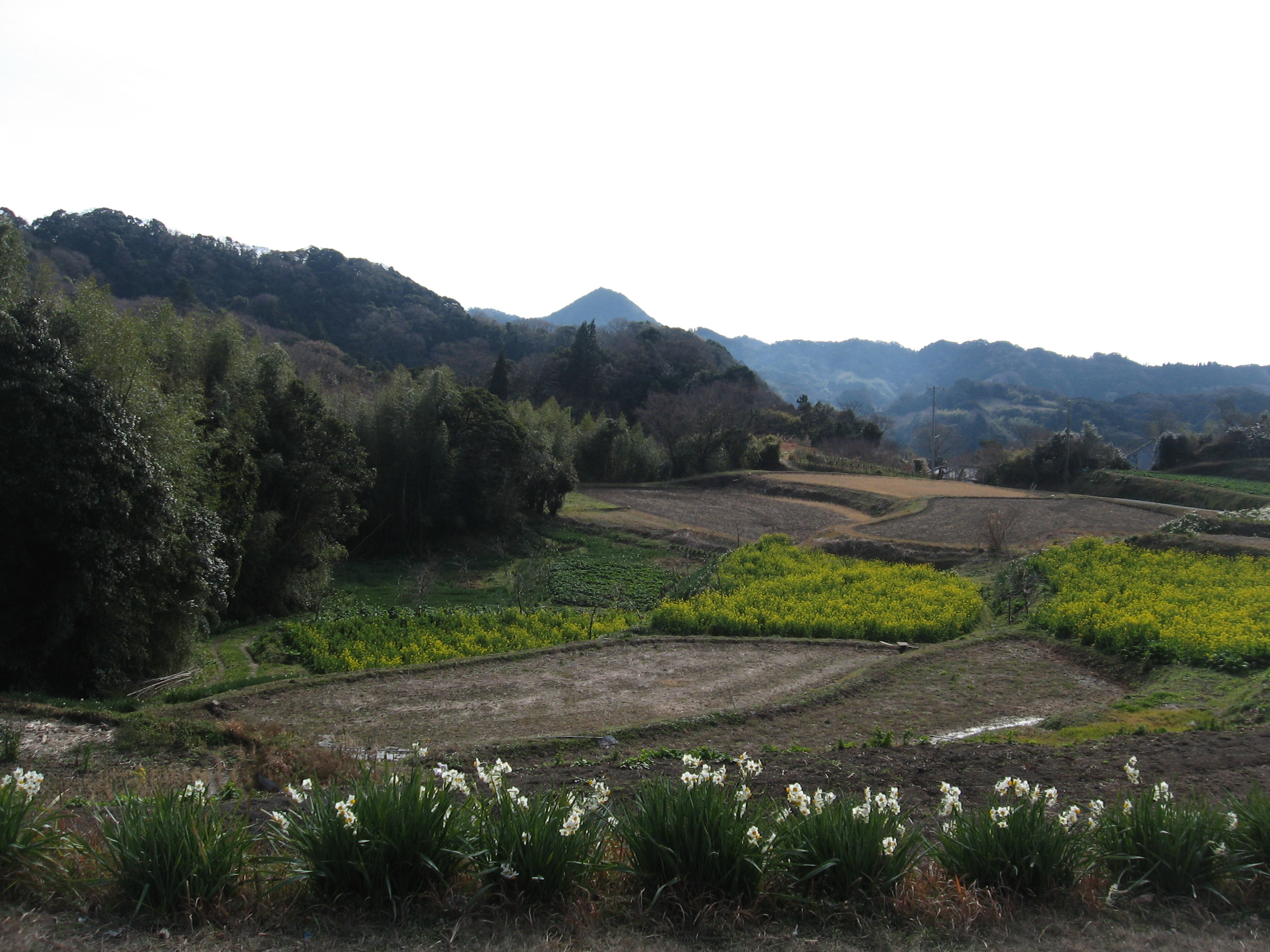
をくづれ水仙郷
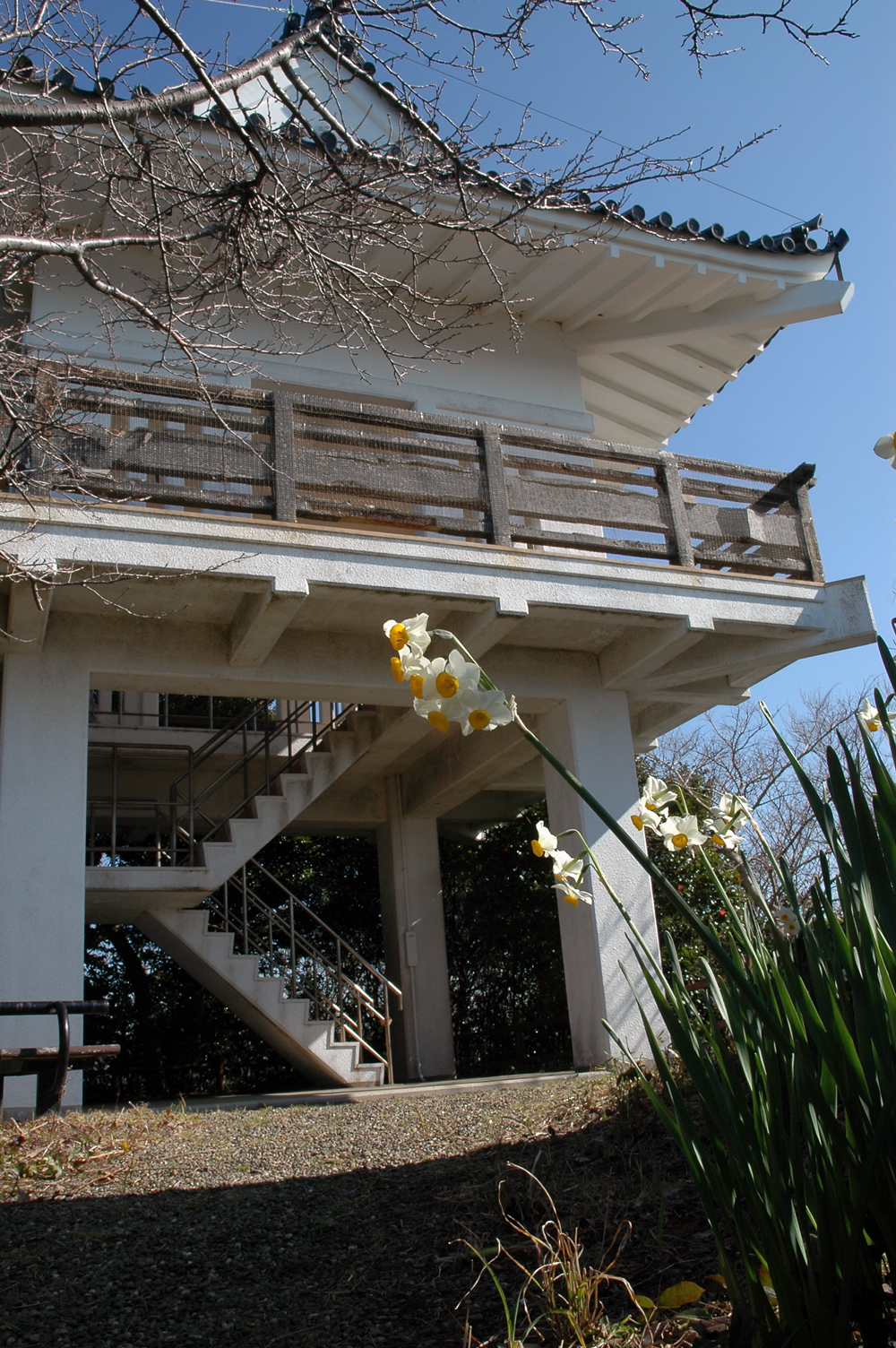
大黒山展望台

### 祭事・催事
- 水仙まつり
- 水仙写真コンクール
- 勝山の祭り

## 文化財
国・県指定文化財一覧。
| 番号 | 指定・登録 | 類別                   | 名称                     | 所在地                     | 所有者または管理者 | 指定年月日       | 備考 |
| ---- | ---------- | ---------------------- | ------------------------ | -------------------------- | ------------------ | ---------------- | ---- |
| 1    | 国指定     | 重要文化財（工芸品）   | 梵鐘（元亨元年在銘）     | 安房郡鋸南町元名184        | 日本寺             | 昭和51年6月5日   | 1口  |
| 2    | 国指定     | 重要文化財（古文書）   | 愛染不動感見記 日蓮筆    | 安房郡鋸南町吉浜453-1      | 妙本寺             | 昭和43年4月25日  | 2幅  |
| 3    | 県指定     | 有形文化財（歴史資料） | 菱川師宣関係過去帳       | 安房郡鋸南町保田1933       | 昌龍寺             | 昭和60年3月8日   | 1帳  |
| 4    | 県指定     | 有形文化財（歴史資料） | 妙本寺聖教類及び関係資料 | 安房郡鋸南町吉浜453-1      | 妙本寺             | 平成20年3月18日  | 一括 |
| 5    | 県指定     | 記念物（史跡）         | 源頼朝上陸地             | 安房郡鋸南町竜島165-1      | 国                 | 昭和10年3月26日  |      |
| 6    | 県指定     | 記念物（史跡）         | 田子台遺跡               | 安房郡鋸南町下佐久間1536他 | 鋸南町             | 昭和29年3月31日  |      |
| 7    | 県指定     | 記念物（史跡）         | 菱川師宣誕生地           | 安房郡鋸南町保田」         | 個人               | 昭和33年4月23日  |      |
| 8    | 県指定     | 記念物（名勝）         | 鋸山と羅漢石像群         | 安房郡鋸南町元名184-1      | 日本寺             | 昭和29年12月21日 |      |
| 9    | 県指定     | 記念物（天然記念物）   | 天寧寺の柏槙             | 安房郡鋸南町下佐久間3180   | 天寧寺             | 昭和14年12月15日 |      |

## 出身有名人
ゆかりの人物
- 菱川師宣 - 画家
- 菱川師寿 - 絵師
- 菱川師興 - 絵師
- 戸田川鷲之助 - 元大相撲力士